# Puerto de San Sebastián de La Gomera
El Puerto de San Sebastián de La Gomera es el principal puerto de la isla de La Gomera (Canarias, España). Es la vía de entrada a la isla por el mar, siendo el único puerto de importancia de la misma donde atracan buques de pasajeros. Está ubicado en el municipio capitalino de San Sebastián de La Gomera.
El puerto tiene rutas con los puertos de Santa Cruz de La Palma, Santa Cruz de Tenerife, La Estaca (El Hierro) y Los Cristianos (Tenerife). Su contraseña es la de la provincia marítima de Tenerife a la que pertenece.
A través del puerto industrial es donde llegan todas las mercancías procedentes de Tenerife. El puerto industrial y de ferrys acoge las embarcaciones de Fred. Olsen Express y de Naviera Armas.